# قانون تنظيمي (المغرب)

يأخذ النظام القانوني المغربي بمبدإ هرمية التشريعات وتدرجها أو بما يصطلح عليه بتراتبية القوانين، ونجد الدستور المغربي الجديد بدوره ينص على إلزامية هذه القاعدة، اي انه من اللازم احترام ترتيب القوانين حسب مكانتها وأهميتها وقيمتها (الدستور، القوانين التنظيمية، القوانين العادية، الأنظمة الداخلية للبرلمان...)،

القوانين التنظيمية هي قوانين يُشرعها البرلمان المغربي عن انبثاقها من نص الدستور المغربي، و ينص الدستور على أنها قوانين تنظيمية، وقد جعلها مشرع الدستوري المغربي من اختصاص البرلمان و حصرها في 9 ميادين هي:
1. القوانين التنظيمية التي تبين الشروط و الإجراءات التي تمكن من ممارسة حق الإضراب.[2]
2. ما يقضي به الفصل 21 من الدستور من أن قواعد سير مجلس الوصاية تحدد بقانون تنظيمي.[3]
3. تحديد عدد أعضاء مجلس النواب و نظام انتخابهم، و شروط القابلية للانتخاب و حالات التنافي و نظام المنازعات الانتخابية.[4]
4. عدد أعضاء مجلس المستشارين و نظام انتخابهم، و عدد الأعضاء الذين تنتخبهم كل هيئة ناخبة، و توزيع المقاعد على مختلف جهات المملكة، و شروط القابلية للانتخاب و حالات التنافي، و طريقة إجراء القرعة، و تنظيم المنازعات الانتخابية يحدد بقانون تنظيمي.
5. يحدد قانون تنظيمي طريقة تسيير لجان تقصي الحقائق.[5]
6. يبين قانون تنظيمي شروط التصويت على قانون المالية.[6]
7. يحدد قانون تنظيمي قواعد تنظيم و سير المجلس الدستوري و الإجراءات المتبعة أمامه خصوصا ما يتعلق بالآجال المقررة لعرض مختلف المنازعات عليه.[7]
8. يحدد قانون تنظيمي عدد أعضاء المحكمة العليا و كيفية انتخابهم، و كذلك المسطرة التي يتعين اتباعها [8]
9. يحدد قانون تنظيمي تركيب المجلس الأعلى الاقتصادي و الاجتماعي و تنظيمه و صلاحيته و طريقة تسييره.[9]

و يتحتم على البرلمان أثناء إقراره للقانون التنظيمي "أن يتقيد بالإجراءات الخاصة المنصوص عليها في الدستور كما أن إصدارها يتوقف على التدخل الوجوبي (اللازم) للمجلس الدستوري الأمر الذي يجعل الإجراءات المتعلقة بالقوانين التنظيمية أكثر شدة من تلك المقررة لسن القوانين العادية و أقل صرامة من تلك الواجب اتباعها حينما يكون الأمر متعلقا بإدخال تعديلات على بعض النصوص الدستورية"

## قائمة القوانين التنظيمية
| القانون                                                                                        | رقمه   |
| ---------------------------------------------------------------------------------------------- | ------ |
| القانون التنظيمي للمحكمة الدستورية                                                             | 066.13 |
| القانون التنظيمي لمجلس النواب                                                                  | 20.16  |
| القانون التنظيمي لمجلس المستشارين                                                              | 32.15  |
| القانون التنظيمي للاحزاب السياسية                                                              | 21.16  |
| القانون التنظيمي المتعلق بالجهات                                                               | 111.14 |
| القانون التنظيمي المتعلق بالعمالات والأقاليم                                                   | 112.14 |
| القانون التنظيمي المتعلق بالجماعات                                                             | 113.14 |
| القانون التنظيمي التعيين في المناصب العليا                                                     | 23.16  |
| القانون التنظيمي المتعلق بطريقة تسيير لجان تقصي الحقائق                                        | 85.13  |
| القانون التنظيمي المتعلق بالمجلس الاقتصادي والاجتماعي والبيئي                                  | 128.12 |
| القانون التنظيمي المتعلق بتنظيم وتسيير أشغال الحكومة والوضع القانوني لأعضائها                  | 065.13 |
| القانون التنظيمي لقانون المالية                                                                | 130.13 |
| القانون التنظيمي المتعلق بالنظام الاساسي للقضاة                                                | 106.13 |
| القانون التنظيمي المتعلق بالمجلس الأعلى للسلطة القضائية                                        | 100.13 |
| القانون التنظيمي المتعلق بمجلس الوصاية                                                         | 90.15  |
| القانون التنظيمي المتعلق بتحديد شروط وكيفيات ممارسة الحق في تقديم العرائض إلى السلطات العمومية | 44.14  |
| القانون التنظيمي المتعلق بتحديد شروط وكيفيات ممارسة الحق في تقديم الملتمسات في مجال التشريع    | 64.14  |
| القانون التنظيمي المتعلق بالمجلس الوطني للغات والثقافة المغربية                                | 04.16  |

## هوامش
1. ↑  "إقرار القوانين التنظيمية.. مدخل أساسي لتفعيل دستور 2011". مغرس. مؤرشف من الأصل في 2020-06-26. اطلع عليه بتاريخ 2020-06-23.
2. ↑  الفصل 14 من الدستور
3. ↑  الفقرة 2 من الفصل 21 من الدستور المغربي
4. ↑  فق 2 من ف 37 من الدستور
5. ↑  ف 42 فق أخيرة من الدسستور
6. ↑  ف 50 فق1 من الدستور
7. ↑  فق 1 فصل 80
8. ↑  ف 92 من الدستور
9. ↑  فصل 95
10. ↑  "قوانين تنظيمية". Cour Constitutionnelle | المحكمة الدستورية. مؤرشف من الأصل في 2018-05-24. اطلع عليه بتاريخ 2020-06-23.
11. ↑  "القوانين التنظيمية". مجلس النواب، البرلمان، المملكة المغربية. 2 أكتوبر 2014. مؤرشف من الأصل في 2019-12-03. اطلع عليه بتاريخ 2020-06-23.